# Citronellaolaj
A citronellaolaj az indiai citromfű (Cymbopogon citratus) illóolaja. Hívják indiaicitromfű-olajnak is.

## Hatásai
Antiszeptikus, csillapítja a nátha és a homloküreggyulladás tüneteit, enyhíti a fejfájást. depresszió ellen is hat, javítja a kedélyállapotot. Fájdalomcsillapító és bőrtisztító.

## Használata
Baktérium- és gombaölő, csillapítja a lázat, élénkít és frissít, e célból borogatásként használható. Gyomoridegességnél nyugtató hatású. Segít bőrfertőzések esetén és izzadásnál is. Párologtatva elűzi a kellemetlen szagokat.